# Руска истински православна црква
Руска истински православна црква (рус. Русская истинно-православная церковь), позната и као Катакомбна црква, једна је од верских организација неканонског православља. Делује углавном на простору бившег СССР-а.

## Историјат
Настала је од руских „катакомбника“, свештенства, монаштва и мирјана који су се за време комунизма крили и тајно се крштавали и причешћивали с обзиром да су били под сталним прогонима.
Још за време комунизма ушли су у сукоб са Руском православном црквом. Противници су екуменизма и одбацују своје молитвено општење са сваком помесном црквом која прихвата екуменизам или је члан Светског савета цркава.

## Организација
На челу ове верске организације налази се Свети архијерејски синод. Њега чине:
- архиепископ омски и сибирски Тихон (Пасечник), председавајући Архијерејског синода РИПЦ, управитељ Одеско-харковске епархије
- архиепископ црноморски и кубански Венијамин (Русаленко), заменик председавајућег Архијерејског синода РИПЦ
- епископ црноговски и гомељски Гермоген (Дуников)
- епископ Трентонски и Североамерички Стефан (Сабельник), управитељ Западноевропске епархије
- епископ виницки Саватије, викарни епископ Одеско-харковске епархије